# 林享
林享（日语：／ Hayashi Akira，1974年9月16日—），宮崎縣出身，日本前男子游泳运动员，专项为蛙泳。他曾获得2枚亚洲运动会游泳比赛金牌。他也曾参加了3届奥林匹克运动会。